# Карнавал на Баголино
Карнавалът на Баголино (на италиански: Carnevale di Bagolino) е ежегоден празник в градчето Баголино, Ломбардия, Италия.
Благодарение на типичния си фолклор, който е запазен като такъв благодарение на изолираното положение на Баголино, той придобива все по-голяма известност, привличайки вниманието и на учените етнолози. Той е разделен на две отделни събития, анимирани съответно от елегантните фигури на Bälärì (танцьори и музиканти) и от гротескните фигури на Màscär (маски).

## Карнавален фолклор
Карнавалът Баголино (или карнавалът Багосо ) датира най-малко от XVI век, както е документирано от писания, запазени в общинския архив. Общинска резолюция от 1518 г. предвижда Компанията на Лавено, която е дошла да развесели карнавалното тържество, да бъде наградена с пита сирене.

### Балари
Традицията на Balarì, които изпълняват изключително в карнавалните понеделник и вторник, представлява най-зрелищния аспект на карнавала Bagosso; привлича вниманието на етнографите с оригиналността на музиката и елегантната сложност на танците, които се изпълняват по улиците и площадите на града.
Цигулката е инструментът, който диктува мелодията на различните пиеси, съставляващи големия музикален репертоар, който придружава танците. Костюмите на танцьорите са много характерни, като се започне от филцовата шапка, изцяло покрита с дълга, умело нагъната червена панделка, украсена с бродерии, бижута и многоцветни панделки, които образуват голяма панделка. Златни бижута (верижки, брошки, обеци, пръстени и др.), принадлежащи на семейството или взети назаем, се пришиват внимателно върху червената панделка. Поради тази причина "балари" не изпълняват на открито в случай на дъжд. Мократа нишка, напрегната от подскоците и движенията на танцьорите, би рискувала да поддаде, със сериозен риск от загуба на даденото назаем злато. Лицето е скрито от безизразна маска с цвят на слонова кост, някога изработена от платно и намазана с восък отвътре (за да не го намокри потта на танцьорката). Също така оформя костюма и широка копринена лента, поставена през лявото рамо, която носи разкошна бродерия от цветя, гарнитури или вложки от дантела на една кука. Стига се до тъмната дреха, със сако и панталон до коляното; на раменете е поставен голям шал с ресни, който пада по гърба и се фиксира под раменете (този детайл се появява след 1915 г.). Костюмът е завършен от бели ръкавици, чорапи (също бели, ръчно плетени с 4 игли, с различни мотиви на ажури, лешници, гайтани и спрени до прасеца с гарнитури, изтъкани на стан на място) и черни обувки.

### Маските
Традицията на маските има по-популярен характер, отнасяйки се до традицията на карнавалната шега, която винаги се консумира, докато не се знае самоличността. Героите се движат безредно сред тълпата, с гротескни или страшни маски и дървени сабота, които създават шум върху настилката на улиците; те са насочени към хора, които искат да ги дразнят, като ги докосват по гениталиите – обичай, който напомня древни ритуали за плодородие. Те носят костюми, както мъжки, така и женски, типични за традицията на Багоса: обикновено се движат по двойки, маскирани като vecio и vecia . Неудобната поза, тътрещата се походка и използването на фалцет също трябва да допринесат за скриването на самоличността на Maschér .